# Milnesium eurystomum
Milnesium eurystomum är en djurart som tillhör fylumet trögkrypare, och som beskrevs av Walter Maucci 1991. Milnesium eurystomum ingår i släktet Milnesium, och familjen Milnesiidae. Inga underarter finns listade i Catalogue of Life.